# 塔姆薩盧

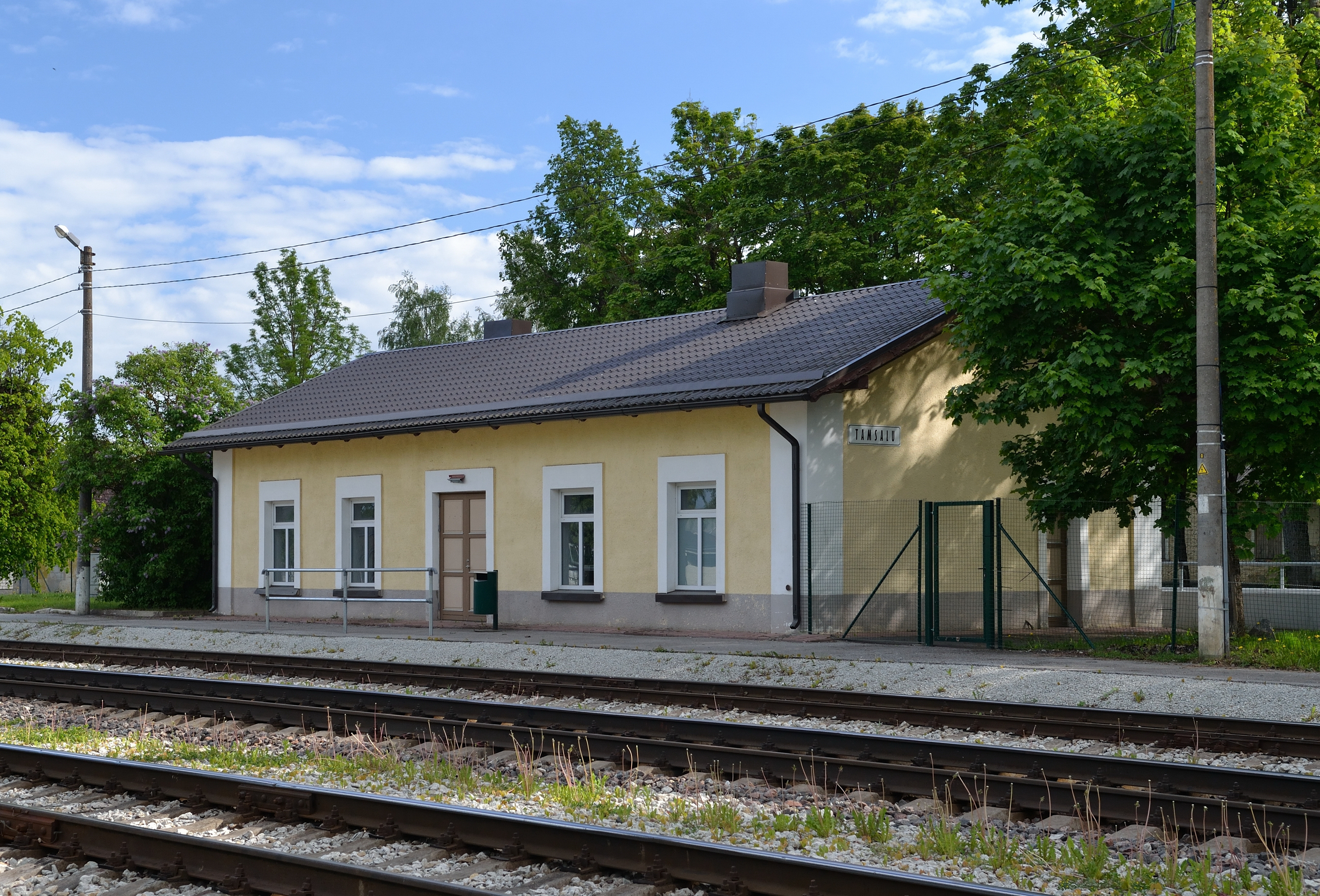
塔姆萨卢火车站

塔姆萨卢，又译为达姆萨卢，是愛沙尼亞西維魯縣塔帕市镇的非独立市，距離首都塔林105公里，曾是原塔姆薩盧市鎮的行政中心。面積3.9平方公里，主要經濟產業有開採石灰岩，2018年人口2,119。

## 外部連結
- 塔帕市镇官方网站 （页面存档备份，存于） （文）

59°09′32″N 26°06′29″E / 59.159°N 26.108°E